# 欽達武勒起義
欽達武勒起義，發生在1979年6月23日，在阿富汗喀布爾舊城的欽達武勒區，是1979年在喀布爾發生的第一次民眾起義。
叛亂是由執政的阿富汗人民民主黨政府逮捕了該市什葉派穆斯林社區（哈扎拉人和奇茲爾巴什人）的學者和有影響力的戰士而引起的。抗議活動始於當日居民襲擊並佔領了一個警察局，數千人在街頭遊行並高喊宗教口號。四小時的戰鬥后，政府殘酷鎮壓了他們，逮捕並處決了大約10,000名哈扎拉人和奇茲爾巴什人。